# Chrysopodes apurinus
Chrysopodes apurinus är en insektsart som först beskrevs av Luisa Eugenia Navas 1935.  Chrysopodes apurinus ingår i släktet Chrysopodes och familjen guldögonsländor. Inga underarter finns listade i Catalogue of Life.